# Shannondale (Virginie-Occidentale)
 (mars 2025).
Shannondale est une census-designated place située dans le comté de Jefferson, dans l’État de Virginie-Occidentale, aux États-Unis. Lors du recensement de 2020, elle comptait 3 487 habitants.